# Troglodyte des marais
Cistothorus palustris
Espèce
Statut de conservation UICN

 LC  : Préoccupation mineure
- Aire de nidification
- Voie migratoire
- Présent à l'année
- Aire d'hivernage

Le Troglodyte des marais (Cistothorus palustris) est une espèce de passereaux américains appartenant à la famille des Troglodytidae. L'Union internationale pour la conservation de la nature considère cet oiseau comme de « préoccupation mineure ».

## Description
Le Troglodyte des marais mesure environ 13 cm et pèse des 9 à 14 g. Le bec est relativement long. Les parties supérieures sont brunes, les flancs sont brun clair. La gorge, la poitrine et le ventre sont blancs. Le dos est noir et recouvert de petites rayures blanches. L'iris, le bec et les pattes sont bruns. Le plumage des juvéniles est plus sombre.

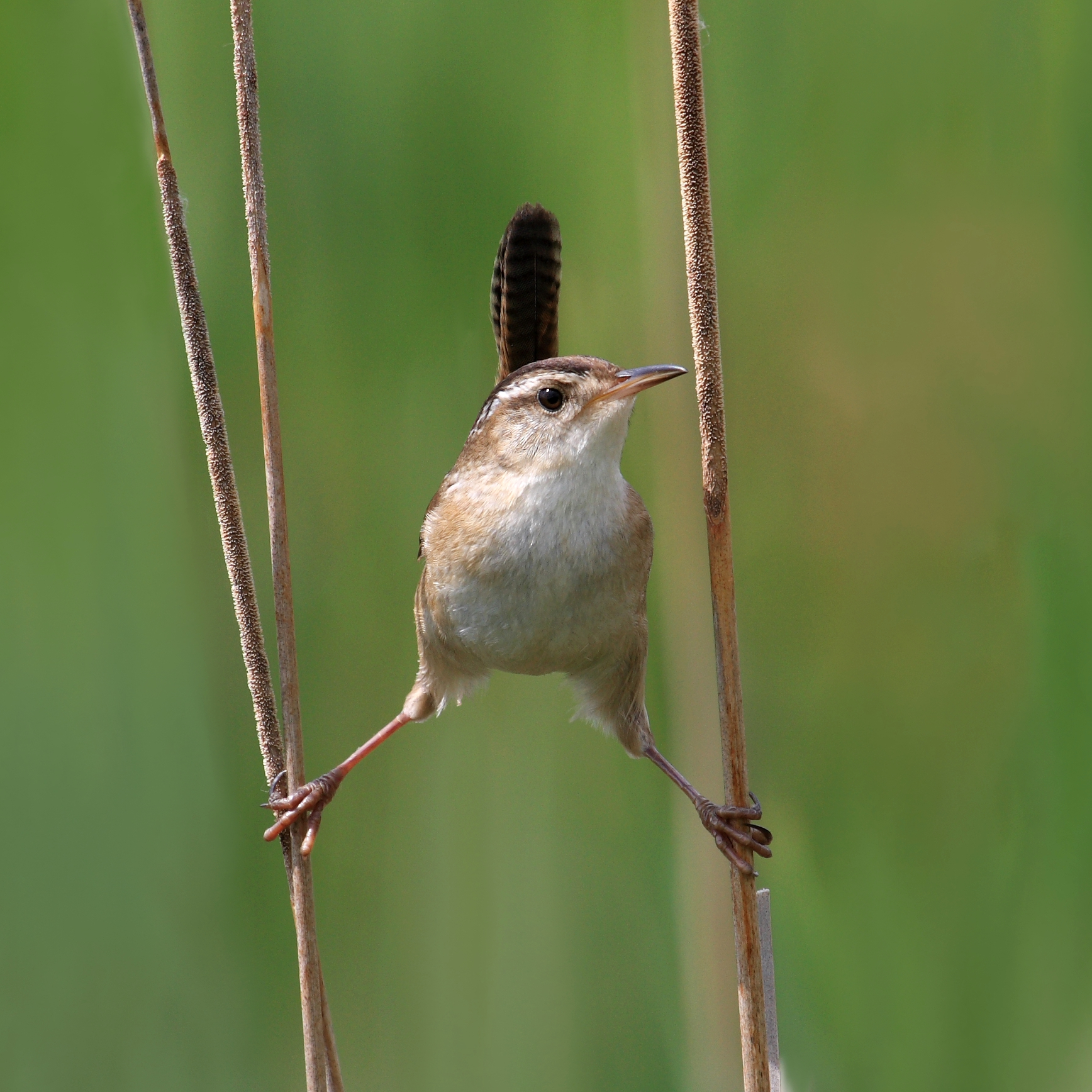
Le Troglodyte des marais est très adroit.
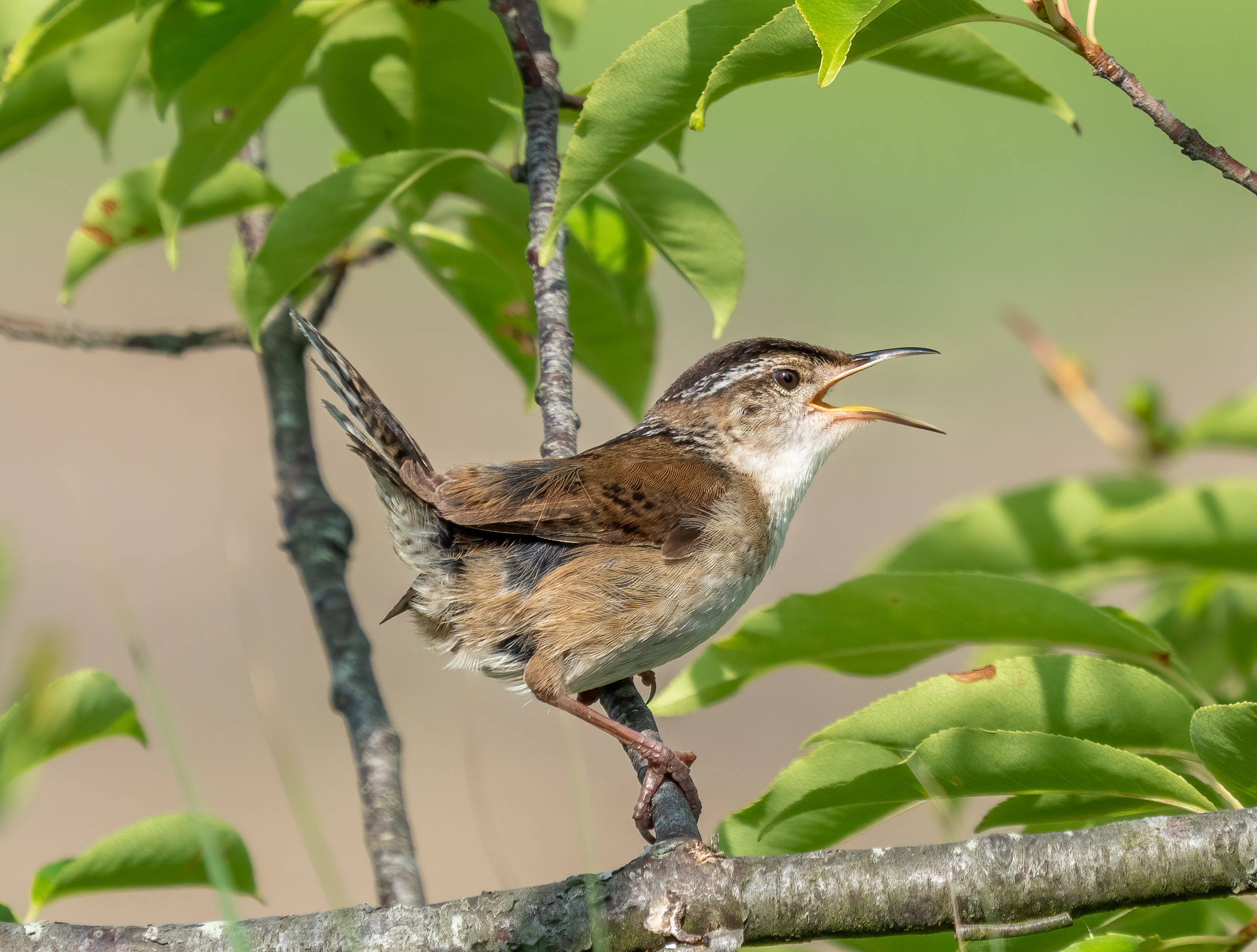
Un troglodyte des marais dans le Hammonasset Beach State Park (en) quelque part aux États-Unis. Juin 2021.
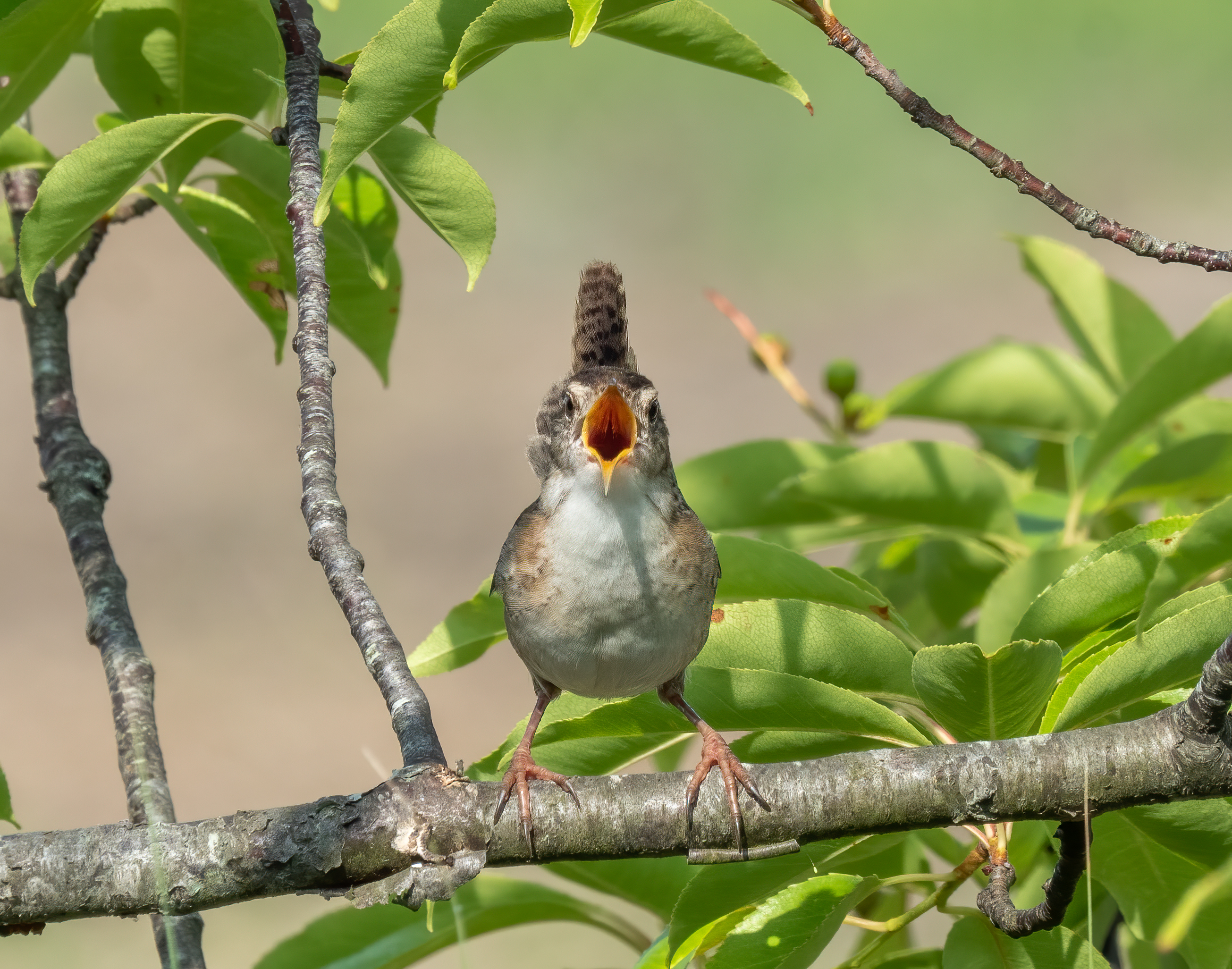
Un troglodyte des marais mâle, toujours vers Hammonasset Beach State Park. Juin 2021.

Le mâle est plus grand que la femelle.

## Comportement

### Alimentation
Le Troglodyte des marais se nourrit près de l'eau. Insectivore, il attrape divers invertébrés, principalement des insectes et des araignées.
En Californie, 53 estomacs de Troglodytes des marais ont été observés, ce qui montre qu'il consomme des chenilles, des punaises, des coléoptères, des araignées, des mouches, des sauterelles et des libellules.

### Reproduction

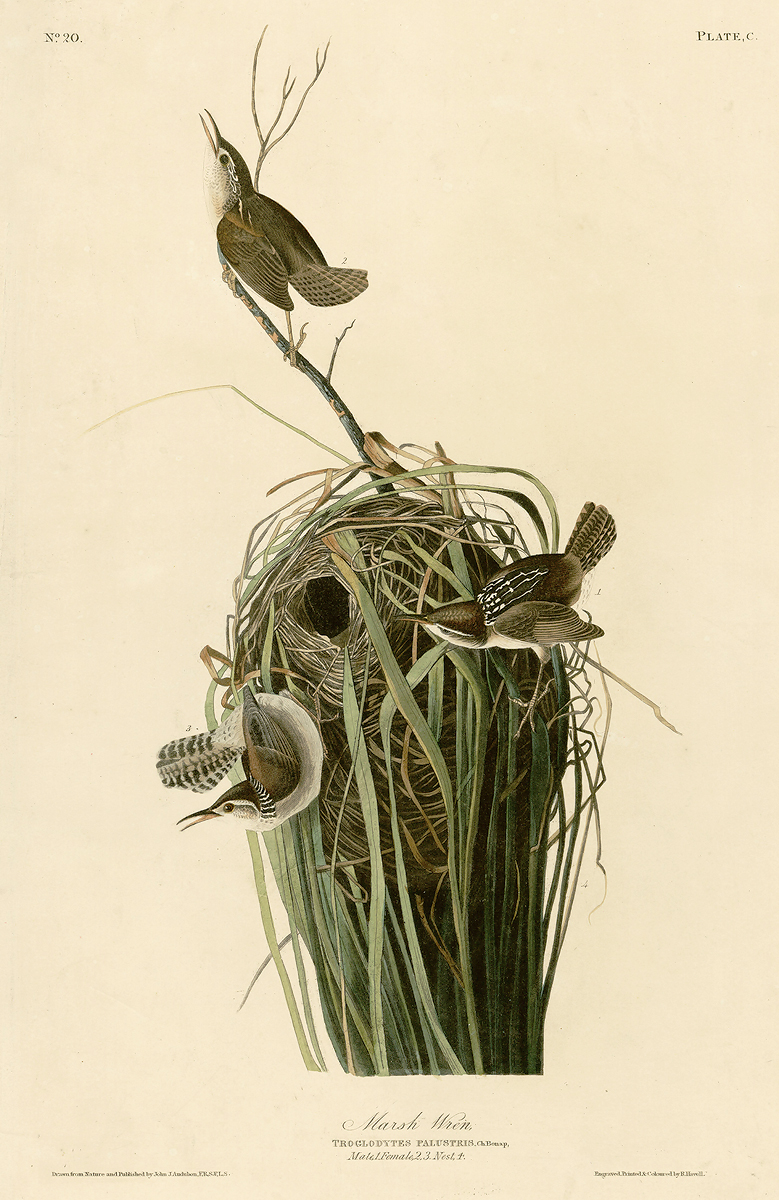
Illustration d'un nid de Troglodyte des marais.

Les Troglodytes des marais se reproduisent entre avril et juin. Durant la saison de reproduction, les mâles construisent un grand nombre de nids (entre 7 et 22) construits avec des plumes, des feuilles et du duvet. Les nids semblent jouer un rôle dans la distraction des prédateurs. 
La femelle pond généralement de quatre à six œufs bruns mouchetés de noir, mesurant environ 12 mm × 16 mm. L'incubation dure 12 jours. Les oisillons sont prêts à voler à l'âge de 13 jours, mais continuent à être nourris pendant 12 jours.

## Systématique

### Taxinomie
Le Troglodyte des marais a été décrit sous son nom scientifique actuel (Cistothorus palustris) en 1810 par l'ornithologue américano-écossais Alexander Wilson. 15 sous-espèces sont actuellement reconnues.

### Sous-espèces
- C. p. aestuarinus
- C. p. browningi
- C. p. clarkae
- C. p. deserticola
- C. p. dissaeptus
- C. p. griseus
- C. p. iliacus
- C. p. laingi
- C. p. marianae
- C. p. paludicola
- C. p. palustris
- C. p. plesius
- C. p. pulverius
- C. p. tolucensis
- C. p. waynei